# Gabriel Novillo
Gabriel Eduardo Novillo (Barracas, Capital Federal; 11 de febrero de 1993) es un piloto argentino de automovilismo. De trayectoria reciente, inició sus actividades compitiendo en karts antes de iniciarse en el automovilismo. Su debut en la práctica profesional se dio en el año 2010, al participar en la Fórmula 4 APAP (hoy Fórmula 4 Nueva Generación), categoría de la que egresara exitosamente con el bicampeonato 2010-2011 en su palmarés. En el año 2012 pasó a competir con automóviles de turismo, al debutar en la categoría TC Pista Mouras al comando de un Torino Cherokee. En esta categoría, implantaría dos récords en el año 2013, al convertirse en su máximo ganador con 6 victorias y al subir 13 veces de manera consecutiva al podio. En sus dos años de participación, clasificó dos veces a la definición de la Copa Coronación "Río Uruguay Seguros", perdiendo en la primera con Augusto Carinelli y en la segunda proclamándose campeón y devolviéndole a la marca Torino, un campeonato nacional tras más de 30 años de espera. Esta consagración le valió el ascenso a la categoría TC Mouras para el año 2014.

## Biografía
Iniciado en el ambiente de los karts, Novillo tuvo su primera experiencia a bordo de un monoplaza en  2010, consagrándose campeón en su mismo año de debut. Al año siguiente, tendría éxito en la defensa del campeonato, repitiendo el título en 2011. Estas experiencias, le abrieron las puertas a su debut en los automóviles de turismo, cuando en 2012 ingresó a la categoría TC Pista Mouras, donde debutó al comando de un Torino Cherokee, del equipo de Lucas Fidalgo Peduzzi.
Su temporada debut lo encontró a Novillo clasificando al Play Off y peleando el campeonato, por la Copa Coronación "Río Uruguay Seguros", sin embargo no podría hacer frente al poderío de Augusto Carinelli, quien terminaría proclamándose como campeón. Ese año, Novillo terminaría en la segunda colocación de los playoffs y en la novena ubicación en el escalafón general.
Al año siguiente, volvería a confiar en el equipo FP Competición, compitiendo nuevamente al comando de su Torino Cherokee. En esta temporada, alcanzaría la marca de 13 podios consecutivos e inscribiría su nombre como máximo ganador histórico de la divisional, al igualar la marca instaurada por el excampeón Martín Laborda de 6 triunfos, logrando 4 de ellos de manera consecutiva. Con estos resultados, Novillo quedó con inmejorables chances de coronarse campeón de la divisional, con el agregado de devolver a los primeros planos del TC a la marca Torino, modelo que no se volviera a proclamar campeón en ninguna divisional de la Asociación Corredores de Turismo Carretera, desde el año 1971, cuando Luis Rubén Di Palma lo hiciera por última vez, en la divisional máxima del TC. Finalmente, el 1 de diciembre de 2013 lograría su cometido al consagrarse campeón de la divisional menor de la ACTC, devolviéndole de esa forma un nuevo título a la marca argentina.

## Trayectoria
| Año  | Categoría                | Marca           |
| ---- | ------------------------ | --------------- |
| 2010 | Campeón Fórmula 4 APAP   | Crespi-Audi     |
| 2011 | Bicampeón Fórmula 4 APAP | Crespi-Audi     |
| 2012 | Debut en TC Pista Mouras | Torino Cherokee |
| 2013 | Campeón TC Pista Mouras  | Torino Cherokee |
| 2014 | Debut en TC Mouras       | Torino Cherokee |
| 2014 | Debut en TC Mouras       | Chevrolet Chevy |

- [6]

### Resultados completos TC Pista Mouras
| Año            | Año             | Fechas | Fechas | Fechas | Fechas | Fechas | Fechas | Fechas | Fechas | Fechas | Fechas | Fechas | Fechas | Fechas | Fechas | Posición Final      |
| Equipos        | Automóvil       | Fechas | Fechas | Fechas | Fechas | Fechas | Fechas | Fechas | Fechas | Fechas | Fechas | Fechas | Fechas | Fechas | Fechas | Posición Final      |
| -------------- | --------------- | ------ | ------ | ------ | ------ | ------ | ------ | ------ | ------ | ------ | ------ | ------ | ------ | ------ | ------ | ------------------- |
| 2012           | 2012            | 01     | 02     | 03     | 04     | 05     | 06     | 07     | 08     | 09     | 10     | 11     | 12     | 13     | 14     | 9.º (93.50 puntos)  |
| AC Racing      | Dodge Cherokee  | 10     | 12     | 23     | NP     |        |        |        |        |        |        |        |        |        |        | 9.º (93.50 puntos)  |
| FP Racing Team | Torino Cherokee |        |        |        | NP     | 8.º    | SV     | 19     | 3.º    | 8.º    | 5.º    | 8.º    | 3.º    | 7.º    | 4.º    | 9.º (93.50 puntos)  |
|                |                 |        |        |        |        |        |        |        |        |        |        |        |        |        |        |                     |
| 2013           | 2013            | 01     | 02     | 03     | 04     | 05     | 06     | 07     | 08     | 09     | 10     | 11     | 12     | 13     | 14     | 1.º (714.50 puntos) |
| FP Racing Team | Torino Cherokee | 2.º    | 1.º    | 1.º    | 2.º    | 3.º    | 21     | 2.º    | 2.º    | 2.º    | 1.º    | 1.º    | 1.º    | 1.º    | 14     | 1.º (714.50 puntos) |

### Resultados completos TC Mouras
| Año               | Año             | Fechas                                                            | Fechas | Fechas | Fechas | Fechas | Fechas | Fechas | Fechas | Fechas | Fechas | Fechas | Fechas | Fechas | Fechas | Posición Final       |
| Equipos           | Automóvil       | Fechas                                                            | Fechas | Fechas | Fechas | Fechas | Fechas | Fechas | Fechas | Fechas | Fechas | Fechas | Fechas | Fechas | Fechas | Posición Final       |
| ----------------- | --------------- | ----------------------------------------------------------------- | ------ | ------ | ------ | ------ | ------ | ------ | ------ | ------ | ------ | ------ | ------ | ------ | ------ | -------------------- |
| 2014              | 2014            | [[Archivo:\|20x20px\|border\|Bandera del Partido de La Costa]] 01 | 02     | 03     | 04     | 05     | 06     | 07     | 08     | 09     | 10     | 11     | 12     | 13     | 14     | 13.º (419.00 puntos) |
| FP Racing Team    | Torino Cherokee | 8.º                                                               | 24     | 8.º    | 11     |        |        |        |        |        |        |        |        |        | NP     | 13.º (419.00 puntos) |
| Scuderia Ferrante | Chevrolet Chevy |                                                                   |        |        |        | SV     | 6.º    | 7.º    | 6.º    | 5.º    | 19     | 14     | 10     | 18     | NP     | 13.º (419.00 puntos) |
|                   |                 |                                                                   |        |        |        |        |        |        |        |        |        |        |        |        |        |                      |
| 2015              | 2015            | [[Archivo:\|20x20px\|border\|Bandera del Partido de La Costa]] 01 | 02     | 03     | 04     | 05     | 06     | 07     | 08     | 09     | 10     | 11     | 12     | 13     | 14     | 37 (18.00 puntos)    |
| FP Racing Team    | Torino Cherokee | NP                                                                | NP     | NP     | NP     | 17     | NP     | NP     | NP     | NP     | NP     | NP     | NP     | NP     | NP     | 37 (18.00 puntos)    |

## Palmarés
| Título  | Categoría                            | Automóvil       | Año  |
| ------- | ------------------------------------ | --------------- | ---- |
| Campeón | Fórmula 4 Nueva Generación (ex-APAP) | Crespi-Audi     | 2010 |
| Campeón | Fórmula 4 Nueva Generación (ex-APAP) | Crespi-Audi     | 2011 |
| Campeón | TC Pista Mouras                      | Torino Cherokee | 2013 |